# Ван дер Стукен, Франк Валентин
Франк Валенти́н ван дер Сту́кен (англ. Frank Valentine Van der Stucken; 15 октября 1858, Фредериксберг — 16 августа 1929, Гамбург) — американский композитор и дирижёр.

## Биография
Сын эмигрантов из Бельгии. В 1866 г. вместе с родителями вернулся в Бельгию, учился игре на скрипке у Эмиля Вамбаха и композиции у Петера Бенуа. Уже в 16-летнем возрасте дебютировал как композитор: Te Deum ван дер Стукена был исполнен в антверпенской церкви Святого Иакова. В 1876 г. ван дер Стукен посетил вагнеровский фестиваль в Байрёйте, после чего обосновался в Лейпциге, где учился у Карла Райнеке, Виктора Лангера и Эдварда Грига, особенно одобрявшего песни ван дер Стукена. В 1881 г. он получил должность руководителя оркестра в городском театре Бреслау, где, в частности, написал музыку к «Буре» Шекспира. В 1883 г. по приглашению Ференца Листа ван дер Стукен дал в Веймаре концерт из своих сочинений.
В 1884 г. ван дер Стукен вернулся в Америку, где по рекомендации Макса Бруха сменил Леопольда Дамроша на посту руководителя нью-йоркского мужского хора «Арион», который и возглавлял на протяжении 11 лет. В Нью-Йорке ван дер Стукен — вероятно, под влиянием своего учителя Бенуа, придававшего большое значение национальным композиторским школам, — зарекомендовал себя как энтузиаст американской музыки: в апреле 1885 года впервые составив программу симфонического концерта из произведений американских композиторов, в 1887 г. провёл в Нью-Йорке пятидневный Фестиваль американской музыки. В 1889 г. также впервые ван дер Стукен дирижировал концертом из произведений американских композиторов в Европе, в рамках Всемирной выставки в Париже (программа включала сочинения Джорджа Чедуика, Эдуарда Макдауэлла, Джона Ноулза Пейна и Артура Фута).
В 1895—1907 гг. ван дер Стукен был первым музыкальным руководителем Симфонического оркестра Цинциннати, одновременно в 1897—1903 гг. возглавляя в Цинциннати музыкальный колледж. После роспуска оркестра по финансовым причинам ван дер Стукен преимущественно жил и работал в Европе, возвращаясь в США лишь для руководства ежегодным майским фестивалем в Цинциннати (ван дер Стукен был его руководителем в 1906—1912 и 1923—1927 гг.). Среди заслуг ван дер Стукена — американские премьеры Пятой симфонии Малера (1905), «Троянцев» Берлиоза, многих произведений Бенуа.
Композиторское наследие ван дер Стукена лежит преимущественно в русле вагнеровско-листовской программной музыки. Известны его вступление к трагедии Генриха Гейне «Уильям Ратклиф», симфонический этюд «Pagina d’amore», так и не поставленная опера «Власда».